# Archanhelske
Archanhelske (ukrainisch Архангельське; russisch Архангельское Archangelskoje) ist eine Siedlung städtischen Typs im Norden der ukrainischen Oblast Cherson mit etwa 1900 Einwohnern (2014).
Archanhelske wurde 1810 als Borosna (ukrainisch Борозна) gegründet und erhielt 1974 den Status einer Siedlung städtischen Typs.
Archanhelske liegt am Ufer des Inhulez sowie an der Territorialstraße T–22–07 16 km südwestlich vom ehemaligen Rajonzentrum Wyssokopillja und etwa 150 km nordöstlich der Oblasthauptstadt Cherson.
Am 12. Juni 2020 wurde das Dorf ein Teil der Siedlungsgemeinde Wyssokopillja; bis dahin bildete es zusammen mit dem Dorf Blakytne (ukrainisch Блакитне) die Siedlungratsgemeinde Archanhelske (Архангельська сільська рада/Archanhelska silska rada) im Zentrum des Rajons Wyssokopillja.
Seit Juli 2020 ist es ein Teil des Rajons Beryslaw.
Von Mitte März bis Anfang Oktober 2022 war die Siedlung im Rahmen des Überfalls auf die Ukraine von russischen Angreifern besetzt, die eine Landwirtschaftsschule (ukrainisch Архангельський професійний аграрний ліцей) als Quartier wählten und sie schwer beschädigt zurückließen. In dieser Schule wurden in der Besatzungszeit Menschen zu Einzelverhören gebracht. Zudem sollen laut Aussage des Direktors dort auch Personen gefoltert worden sein.
Am 10. Mai 2024 begannen russische Streitkräfte die Charkiw-Offensive. Am 25. Mai 2024 meldete das russische Verteidigungsministerium, russische Truppen hätten Archanhelske eingenommen.